# 保洛兹瑙克
保洛兹瑙克，是匈牙利维斯普雷姆州所辖的一个村，总面积8.80平方公里，总人口420，人口密度47.7人/平方公里（2010年1月1日）。